# Темерешть
Темерешть, Темерешті (рум. Temerești) — село у повіті Тіміш в Румунії. Адміністративно підпорядковане місту Феджет.
Село розташоване на відстані 343 км на північний захід від Бухареста, 77 км на схід від Тімішоари, 146 км на південний захід від Клуж-Напоки.

## Населення
За даними перепису населення 2002 року у селі проживали 560 осіб, з них 558 осіб (99,6%) румунів. Рідною мовою 559 осіб (99,8%) назвали румунську.